# Lafnitz (település)
Lafnitz osztrák község Stájerország Hartberg-fürstenfeldi járásában. 2017 januárjában 1472 lakosa volt.

## Elhelyezkedése

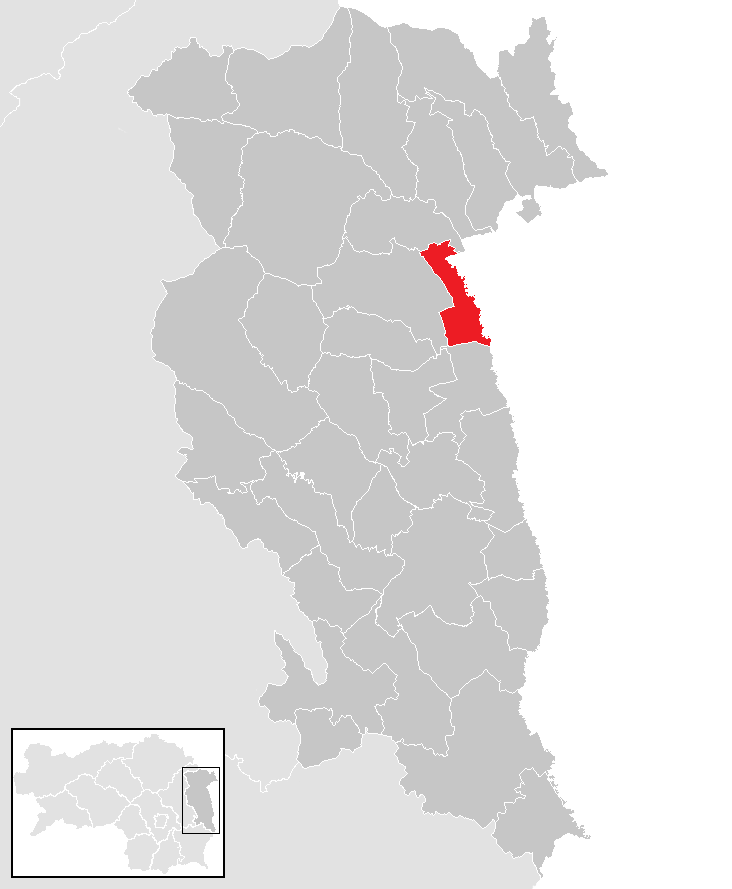
Lafnitz a Hartberg-fürstenfeldi járásban

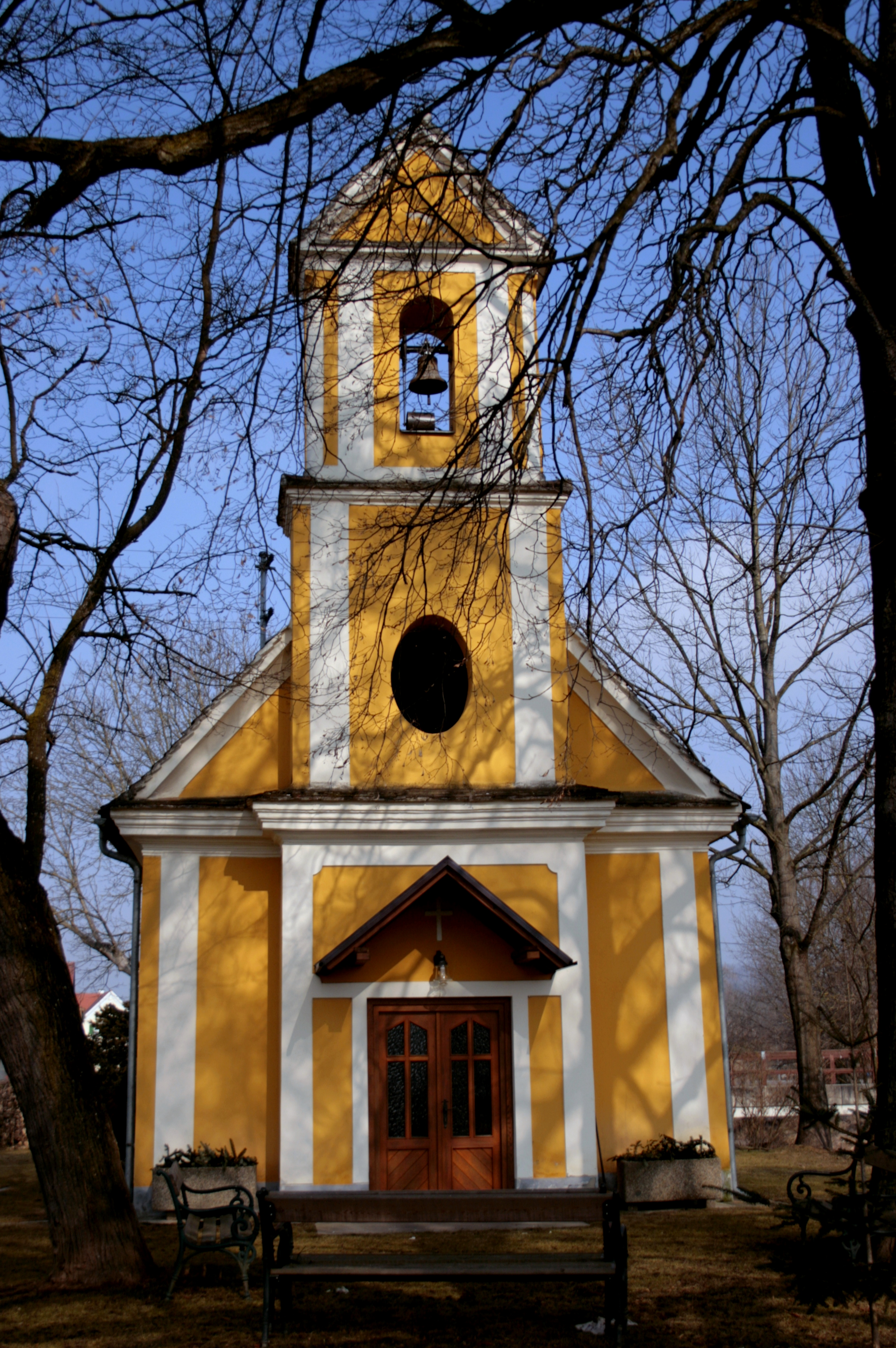
A Szent Kereszt-kápolna

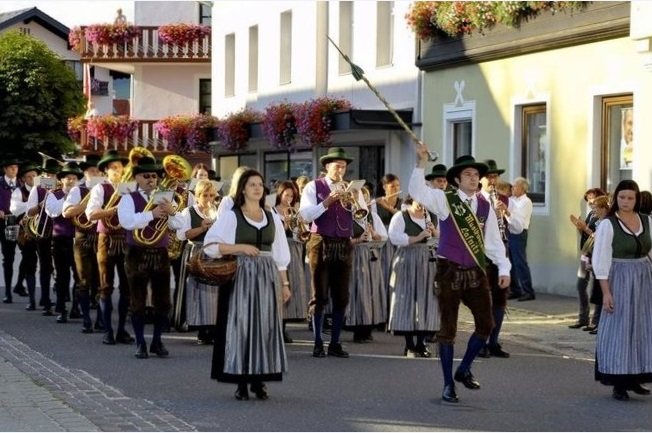
A lafnitzi fúvószenekar felvonulása

Lafnitz a Kelet-Stájerország régióban fekszik, a Lapincs (németül Lafnitz, a Rába bal mellékfolyója) mentén. Másik jelentős folyóvize a Lafnitzbach, amely a településtől délre torkollik a Lapincsba. Az  önkormányzat 3 települést egyesít: Lafnitz (976 lakos), Oberlungitz (190 lakos) és Wagendorf (271 lakos).
A környező önkormányzatok: délre Sankt Johann in der Haide, nyugatra Grafendorf bei Hartberg, északra Rohrbach an der Lafnitz, északkeletre Lapincsújtelek, keletre Lipótfalva-Kicléd, délkeletre Alhó (utóbbi három Burgenlandban)

## Története
Az ember első nyomai a település helyén az i.e. 4. évezredre datálhatóak. A római időkben itt szelte át a Lapincsot az alsó-ausztriai Baden és a Hartberg közötti út.
A Lafnitz név első említései a folyóra vonatkoznak: 864-ben már előfordul Német Lajos király egy adománylevelében. A falu első említésére a voraui apátság egyik oklevelében került sor, akkor még Lavenz formában. Nevének írásmódja az évszázadok során sokat változott a mai verzió először 1527-ben bukkant fel.
Az osztrák-magyar határ mentén fekvő falu történelme során sokat szenvedett a vonuló hadaktól. A 15-18. században Mátyás király hadai, a törökök, Rákóczi kurucai is feldúlták, 1805-ben pedig Napóleon francia csapatai vonultak át rajta.
A szomszédos Oberlungitz és Wagendorf községeket 1959-ben Lungitztal néven egyesítették, amelyet 1969-ben Lafnitz önkormányzatához csatoltak.

## Lakosság
A lafnitzi önkormányzat területén 2017 januárjában 1472 fő élt. A lakosságszám a 19. század óta többé-kevésbé egyenletes gyarapodást mutat. 2015-ben a helybeliek 90,2%-a volt osztrák állampolgár; a külföldiek közül 0,3% a régi (2004 előtti), 2,8% az új EU-tagállamokból érkezett. 0,7% a volt Jugoszlávia (Szlovénia és Horvátország nélkül) vagy Törökország, 6% egyéb országok polgára. 2001-ben a lakosok 92,5%-a római katolikusnak, 1,5% evangélikusnak, 1% ortodox kereszténynek, 1,4% muszlimnak, 2,9% pedig felekezet nélkülinek vallotta magát. Ugyanekkor 8 magyar (0,6%) élt a községben.

## Látnivalók
- a Szt. Egyednek szentelt búcsújáró templom
- a lafnitzi Szűz Mária-kápolna
- az oberlungitzi Szent Kereszt-kápolna

## Fordítás
- Ez a szócikk részben vagy egészben  a   Lafnitz (Steiermark) című német Wikipédia-szócikk ezen változatának fordításán alapul.  Az eredeti cikk szerkesztőit annak laptörténete sorolja fel. Ez a jelzés csupán a megfogalmazás eredetét és a szerzői jogokat jelzi, nem szolgál a cikkben szereplő információk forrásmegjelöléseként.